# Помпоний Бас (консул 259 г.)
Вижте пояснителната страница за други личности с името Помпоний Бас.
Помпоний Бас (на латински: Pomponius Bassus; * 220, † след 271) е политик и сенатор на Римската империя през 3 век, праправнук на Марк Аврелий и Фаустина Млада.

## Произход и политическа кариера
Роден е в Писидия в южната част на Мала Азия (дн. Анталия, Турция). Той е син на Помпоний Бас (консул 211 г. и легат на Мизия 212 г. – 217 г.) и Ания Фаустина, правнучката на император Марк Аврелий и императрица Фаустина Млада. Внук е по бащина линия на Гай Помпоний Бас Теренциан (суфектконсул 193 г.), а по майчина линия е внук на Тиберий Клавдий Север Прокул (консул 200 г.), който е внук на император Марк Аврелий и Фаустина Млада. Брат е на Помпония Умидия.
През 221 г. баща му е екзекутиран. През юли 221 г. майка му се омъжва за Елагабал, издигната е за Августа и се развежда същата година.
През 259 г. Бас е консул заедно с Емилиан (наричан и Нумий Емилиан Декстер). След това е проконсул на провинция Африка и comes на император Галиен или Клавдий Готски и през 268/269 г. corrector totius Italiae (управител на цяла Италия).
През 271 г. Бас е за втори път консул. Колега му е император Аврелиан. От 270 до 271 г. той е praefectus urbi на Рим.
Помпоний е промагистер на жреческата колегия на понтифексите.

## Фамилия
Женен е за Помпония Гратидия. Баща е на:
- Помпония Баса (* ок. 250), омъжена за Луций Септимий Север (* ок. 245), който е по бащина линия внук на Гай Септимий Север Апер.

Помпоний Бас е дядо е на Септимий Бас (praefectus urbi на Рим 317 – 319 г.).